# Bengt Fabian Levin
Bengt Fabian Levin (Lewin), född 9 september 1780 i Sorunda socken, Stockholms län, död 7 september 1864 i Säters stad, var en svensk apotekare och läkare.
Han var son till Erik Levin och Brita Caisa (Catharina) Tengman och gift med Jacobina Magdalena Netzel samt far till Knut Fabian Levin. Han blev student vid Uppsala universitet 1797 och medicine licentiat 1806 samt medicine doktor samma år och kirurgie magister 1811. Han drev ett apotek i Säter 1806–1811 och var från 1807 stadsfältskär i Säter och utnämndes till stadsläkare i Säter 1811 samt biträdande provinsmedikus i Falu distrikt 1808. Levin var regementsläkare vid Dalregementet 1812–1859 och brigadläkare vid arméns fjärde infanteribrigad 1821 samt överfältläkare 1823 och fältläkare i arméns fjärde militärdistrikt 1849—1859. 